# Partito Popolare Socialista (Messico)
Il Partito Popolare Socialista (in spagnolo Partido Popular Socialista - PPS), è stato un partito politico messicano. Dopo il 1997 della continua ad esistere come organizzazione politica, ma non come partito registrato.

## Storia

Vecchio emblema del partito.

Nel 1961 il Partito Popolare decise trasformarsi in una organizzazione marxista-leninista e raggiunse l'appellativo socialista al suo nome, che diventò PPS. Si convertì nell'unica opzione politica di sinistra legalmente riconosciuta fino al registro del Partito Comunista Messicano grazie alla Riforma Politica del 1977.
Il PPS presentò il proprio candidato alla presidenza in tre occasioni: nel 1952 fu il suo leader e fondatore Vicente Lombardo Toledano, nel 1988 fu Cuauhtémoc Cárdenas Solórzano e nel 1994 la figlia di Vicente Lombardo Toledano, Marcela Lombardo Otero; in tutte le restanti occasioni ha sostenuto lo stesso candidato del Partito Rivoluzionario Istituzionale (PRI) e, per queste ragioni, è da sempre considerato un partito parastatale, ossia controllato dal governo, e che alla sua volta è dedito a fornire l'apparenza di un gioco democratico e pluripartidista nel paese. Come esempio della dipendenza statale del partito si può citare il caso delle Elezioni di Nayarit nel 1975 quando, a fronte di un molto probabile trionfo del candidato del PPS al governo, Alejandro Gascón Mercato, il Presidente del partito Jorge Cruickshank García ha ammesso il cambio dei risultati elettorali a favore del candidato del PRI, per ottenere un seggio nel Senato del Messico per se stesso, facendolo diventare il primo Senatore non priista della storia moderna del paese. A riprova di un sentimento popolare condiviso, tutto ciò ha portato la gente a soprannominare il PPS con l'appellativo "Ni, ni, ni" (che significa "né") e a identificarlo con la frase: "El PPS no era NI partido, NI popular, NI mucho menos socialista" (cioè "Il PPS non era né partito, né popolare, né tantomeno socialista).
La situazione ha cominciato a cambiare l'avanzamento del neoliberismo nel PRI e nel governo, che ha portato il PPS a collocarsi in una posizione chiaramente contraria al governo. Nel 1988 assieme al Partito Autentico della Rivoluzione Messicana e al Partito Messicano Socialista formano il Fronte Democratico Nazionale per sostenere la candidatura di Cuauhtémoc Cárdenas Solórzano; ciò nonostante al termine della votazione si è allontanato da Cárdenas e ha negato di volersi integrare al partito da lui formato, il PRD. 
Negli anni '90 per il PPS comincia un periodo di crisi definitiva che lo porta a perdere il nome dal registro nel 1994, recuperandolo in modo condizionato nel 1997 e tornando poi a perderlo definitivamente nello stesso anno. Un settore del partito accusa che il disastro del 1997 sia dovuto alla direzione nazionale, occupata da un gruppo colluso con il governo, il cui obiettivo era precisamente la dissoluzione del partito e lo rifondazione con il nome di Partito Popolare Socialista del Messico.
Attualmente l'istituzione opera come agli inizi, promuovendo le lotte della classe lavoratrice nonché l'orientamento politico per lo sviluppo democratico del Messico. Le differenti frazioni hanno effettuato riunioni per quanto riguarda la direzione e l'unificazione sotto il nome di Partito Popolare Socialista, riconoscendo la dirigenza a Jesús Antonio Carlo Hernández per portare a un processo di apertura e consolidamento.
IL PPS si è caratterizzato per essere un partito che ha apportato grandi iniziative nella Camera di Deputati e come difensore degli articoli 3, 27 e 130 della Costituzione Politica del Messico, nonché dello sviluppo indipendente del Messico come nazione, tramite l'educazione e l'uso della tecnologia come leva per la crescita del livello di vita della popolazione.
Dai suoi inizi ha avuto molti attacchi. Nonostante ciò, esiste una grande quantità di documenti e di opinioni da parte di politici che gli riconoscono vari apporti alla vita democratica in Messico. 
Attualmente il PPS continua a partecipare alla vita politica del paese: nel 2006 ha partecipato a un lavoro insieme a Andrés Manuel López Obrador nelle elezioni con la coalizione (PRD-PT), collaborando con la sinistra politica messicana il cui candidato non ha vinto le elezioni, perdendo davanti al suo oppositore Felipe Calderón Hinojosa del Partito Azione Nazionale.

## Presidenti del PPS
- Vicente Lombardo Toledano (1948 - 1968)
- Jorge Cruickshank García (1968 - 1989)
- Indalecio Sáyago Herrera (1989 - 1997)
- Gesù Antonio Carlo Hernández (1997)

## Risultati elettorali alla Presidenza della Repubblica
| Anno | Risultato | Candidato                     | Votazione  | %     | Posto | Commento |
| ---- | --------- | ----------------------------- | ---------- | ----- | ----- | --- |
| 1952 | Perdente  | Vicente Lombardo Toledano     | 72,482     | 1.99  | 4     | |
| 1958 | Vincente  | Adolfo López Mateos           | 6,767,754  | 89.81 | 1     | Il PPS sostiene il candidato del PRI                                                                         |
| 1964 | Vincente  | Gustavo Díaz Ordaz            | 8,262,393  | 87.69 | 1     | Il PPS sostiene il candidato del PRI                                                                         |
| 1970 | Vincente  | Luis Echeverría Álvarez       | 11,904,368 | 84.79 | 1     | Il PPS sostiene il candidato del PRI                                                                         |
| 1976 | Vincente  | José López Portillo           | 16,424,021 | 91.9  | 1     | Il PPS sostiene il candidato del PRI                                                                         |
| 1982 | Vincente  | Miguel de la Madrid           | 16,748,006 | 70.99 | 1     | Il PPS sostiene il candidato del PRI                                                                         |
| 1988 | Perdente  | Cuauhtémoc Cárdenas Solórzano | 5,956,988  | 31.12 | 2     | Frode elettorale orchestrata dal PRI: il candidato Cuauhtémoc Cárdenas era il vero vincitore delle elezioni. |
| 1994 | Perdente  | Marcela Lombardo Otero        | 166,594    | 0.47  | 8     | |